# محمد عبد الخالد
محمد عبد الخالد (22 نوفمبر 1951 - ) هو لاعب كرة يد تونسي. شارك في الألعاب الأولمبية الصيفية 1976.

## وصلات خارجية
- محمد عبد الخالد على موقع أوليمبيديا (الإنجليزية)